# 16a Mostra Internacional de Cinema de Venècia
La 16a Mostra Internacional de Cinema de Venècia va tenir lloc del 25 d'agost al 9 de setembre de 1955.

## Jurat
- Mario Gromo: president[2]
- Jacques Doniol-Valcroze: França
- Arthur Knight: EUA
- Roger Manvell: GB
- Piero Gadda Conti: Itàlia
- Emilio Lonero: Itàlia
- Domenico Meccoli: Itàlia
- Carlo Ludovico Ragghianti: Itàlia

## Pel·lícules en competició
| Títol original           | Director(s)            | País de producció |
| ------------------------ | ---------------------- | ----------------- |
| Le amiche                | Michelangelo Antonioni | Itàlia            |
| Amici per la pelle       | Franco Rossi           | Itàlia            |
| Il bidone                | Federico Fellini       | Itàlia            |
| Ordet                    | Carl Theodor Dreyer    | Dinamarca         |
| El gran ganivet          | Robert Aldrich         | Estats Units      |
| Blekitny krzyz           | Andrzej Munk           | Polònia           |
| Ciske de Rat             | Wolfgang Staudte       | Països Baixos     |
| The Deep Blue Sea        | Anatole Litvak         | Regne Unit        |
| Les héros sont fatigués  | Yves Ciampi            | França            |
| The Kentuckian           | Burt Lancaster         | Estats Units      |
| Les mauvaises rencontres | Alexandre Astruc       | França            |
| Poprygunya               | Samson Samsonov        | Unió Soviètica    |
| To Catch a Thief         | Alfred Hitchcock       | Estats Units      |
| Yokihi                   | Kenji Mizoguchi        | Japó              |

## Premis
- Lleó d'Or
  - Millor pel·lícula - Ordet (Carl Theodor Dreyer)
- Lleó de Plata 
  - Le amiche (Michelangelo Antonioni)
  - Ciske de Rat (Wolfgang Staudte)
  - Poprygunya[3] (Samson Samsonov)
  - El gran ganivet (Robert Aldrich)
- Copa Volpi
  - Millor Actor (ex aequo) - Curd Jürgens & Kenneth More
  - Millor Actriu - No concedit
- Premi OCIC 
  - Millor pel·lícula -Amici per la pelle (Franco Rossi)
  - Millor curtmetratge - The Bespoke Overcoat (Jack Clayton)
  - Menció honorífica - Ciske de Rat (Wolfgang Staudte)
- Premi Pasinetti 
  - Millor Pel·lícula Poprygunya (Samson Samsonov)
  - Millor nou director novell - Alexandre Astruc (Les mauvaises rencontres)
- Medalla Biennal 
  - Ivan Bratanov[4] & Dako Dakovski[5]